# Prinz Pi
Prinz Pi, pseudonimo di Friedrich Kautz (Berlino, 23 ottobre 1979), è un rapper tedesco.

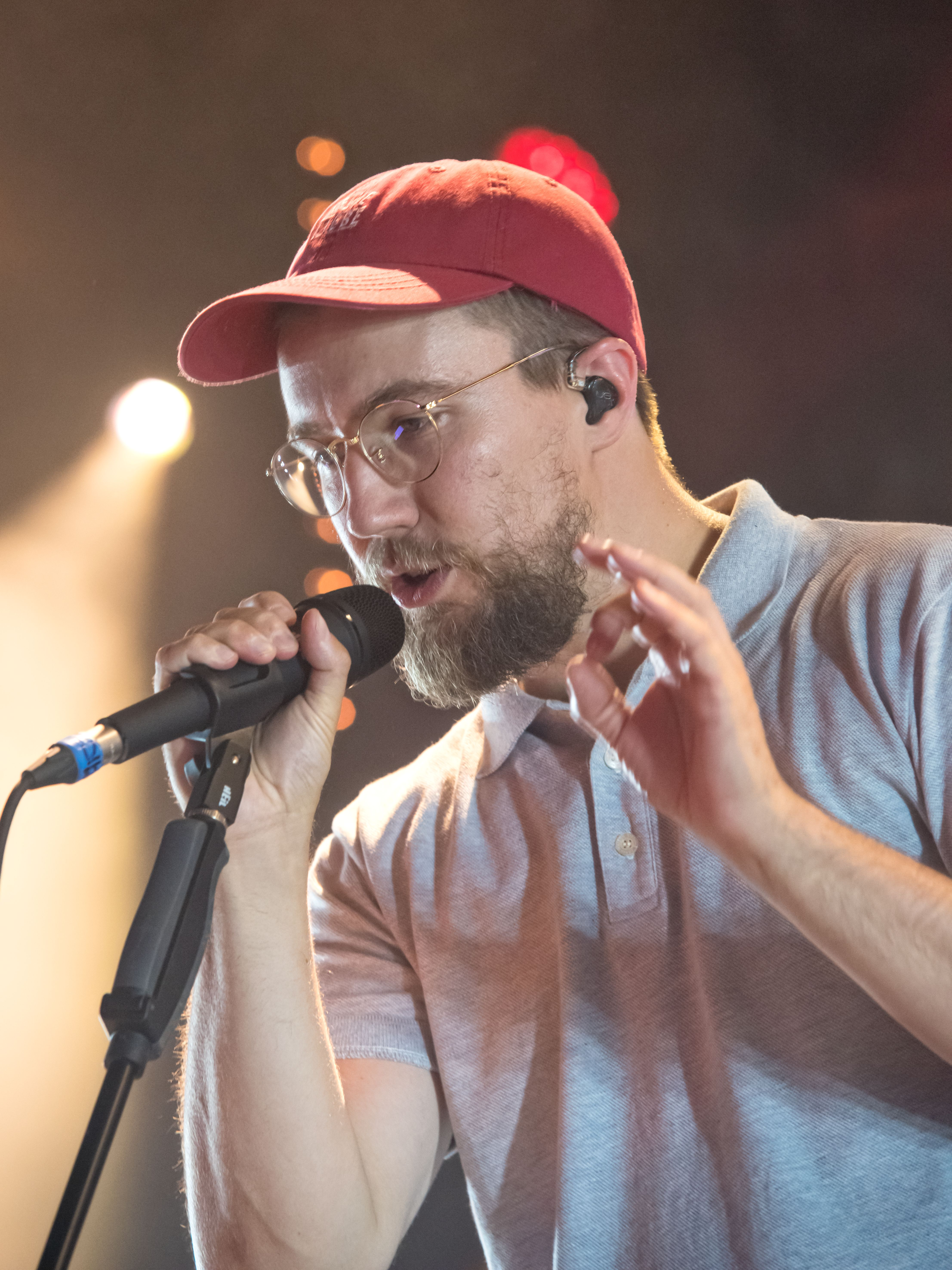
Zelt-Musik-Festival nel 2016 a Freiburg Friburgo in Brisgovia, Germania

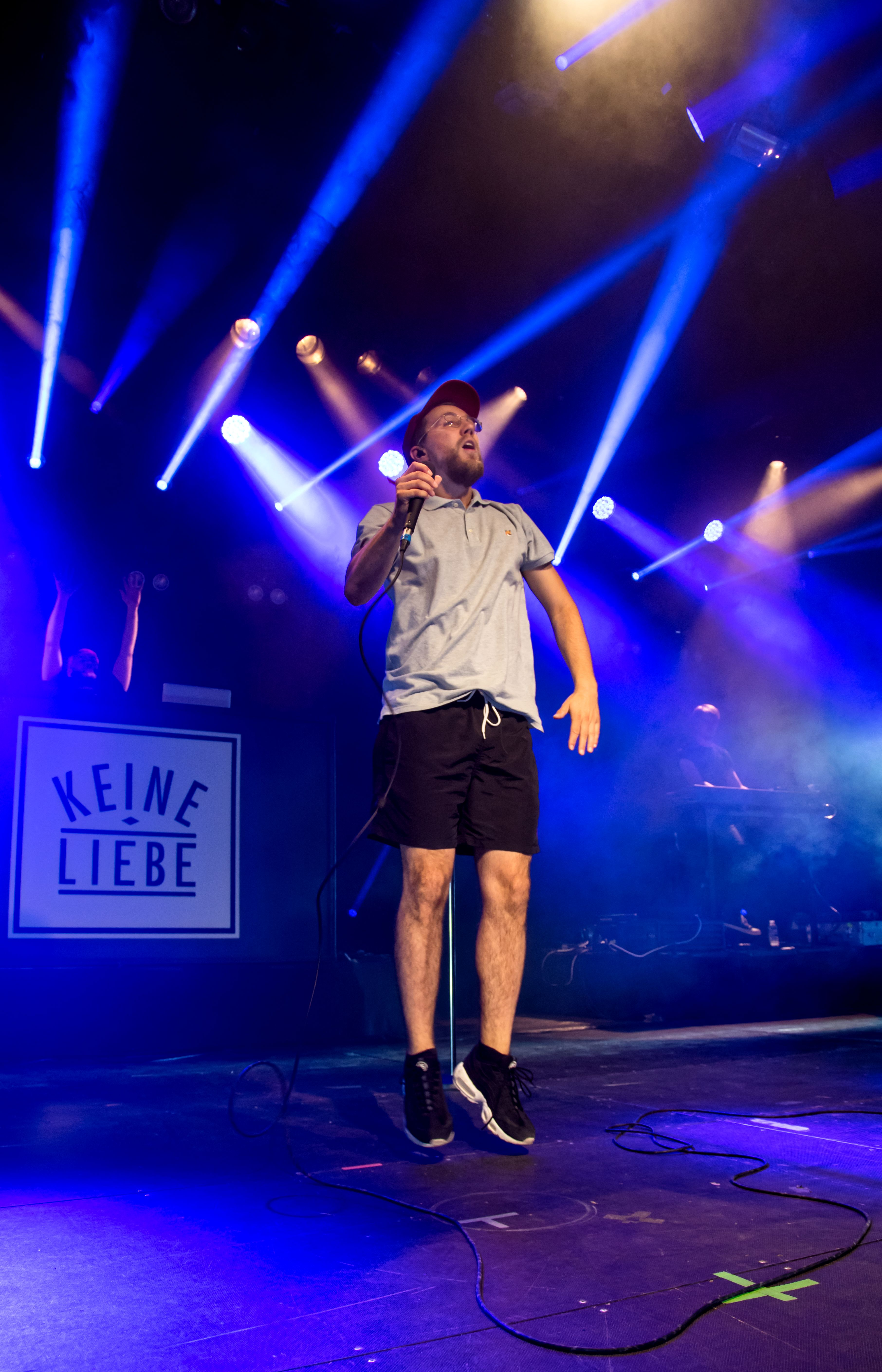
Zelt-Musik-Festival nel 2016

Vive nel quartiere Charlottenburg di Berlino.

## Discografia

### Album
- 1998: Porno Privat
- 2001: Radiumreaktion
- 2003: BlackbookCD #2 – Jung, schön & stylisch
- 2005: Teenage Mutant Horror Show
- 2005: Zeit ist Geld
- 2005: Geschriebene Geschichte 1998–2005 (Best-Of)
- 2006: ...lässt die Puppen tanzen (Live-Album)
- 2006: !DonnerwetteR!
- 2007: Das Prinz IP Prinz Pi Volume 1
- 2007: Zeitlos (Remix-Album)
- 2008: Neopunk
- 2009: Teenage Mutant Horror Show 2
- 2011: Rebell ohne Grund
- 2011: Hallo Musik (Akustik-Album)
- 2013: Kompass ohne Norden
- 2015: pp = mc2

Collaborazioni
- 1998: Die schiefe Ebene des Bewusstseins (Prinz Porno & Mix Rasta als Soziale Kontakte)
- 2000: Die einzige Alternative (Prinz Porno & Mix Rasta als Soziale Kontakte)
- 2000: Flüssig Brot (Prinz Porno & Smexer als ProMolle MC's)
- 2001: Muskat (Prinz Porno, Smexer, Lockefella & Jazalou)
- 2003: Salz für die Nase (Prinz Porno & Smexer als ProMolle MC's)
- 2003: Panzerplatte (Prinz Porno & Kobra als PanzDominanz)
- 2004: 1. Liga (Prinz Porno & Separate)

Mixtape/EP
- 2001: Radium (EP)
- 2002: Picknick (EP)
- 2005: Guess who´s back on the streets (Mixtape)
- 2006: Instinkt (EP)
- 2007: Rap mich am A! (Kiss FM) (Mixtape)
- 2010: Illuminati (EP)
- 2011: Achse des Schönen (Juice Exclusive EP)

Singoli
- 2006: Berlin, große Liebe
- 2008: Gib dem Affen Zucker
- 2009: 2030
- 2011: Du bist
- 2011: Königin von Kreuzberg
- 2012: Unser Platz
- 2013: 100X (featuring Casper)
- 2013: Glück

Label-Sampler
- 2000: An der Front (Beatfabrik)
- 2001: Operation Fuck Big Bud (Beatfabrik)
- 2001: Wortshots (Beatfabrik)
- 2003: Blackbook #3 (Beatfabrik)

Juice-Esclusive
- 2005: Ohne Pee (feat. Abroo) (Juice-CD #52)
- 2006: Roter September (Juice-CD #67)
- 2007: Totentanz (Juice-CD #75)
- 2007: Newschool Ikonen (feat. Eko Fresh) (Juice-CD #78)
- 2008: Gimme More (feat. Fid-Q) (Juice-CD #84)
- 2008: Laufpass (mit Casper) (Juice-CD #88)
- 2008: Alleine (Juice-CD #91)
- 2008: Hurra! (feat. E-Rich, Biztram, Affenboss, Casper, Plan B e Maeckes) (Juice-CD #93)
- 2009: Hydra (Juice-CD #100)
- 2011: Achse des Schönen (Juice-CD #135)
- 2013: 100X (Juice-CD #115)